# Danske Kirkers Samråd
Danske Kirkers Samråd blev stiftet i 1991. Det var et forum af 12 kirkesamfund med Bibelen og Den apostolske trosbekendelse som grundlag, hvor man udvekslede information og drøftede evt. konfliktstof. Danske Kirkers Samråd blev i 2004 lagt sammen med Det økumeniske Fællesråd i Danske Kirkers Råd